# Molokai

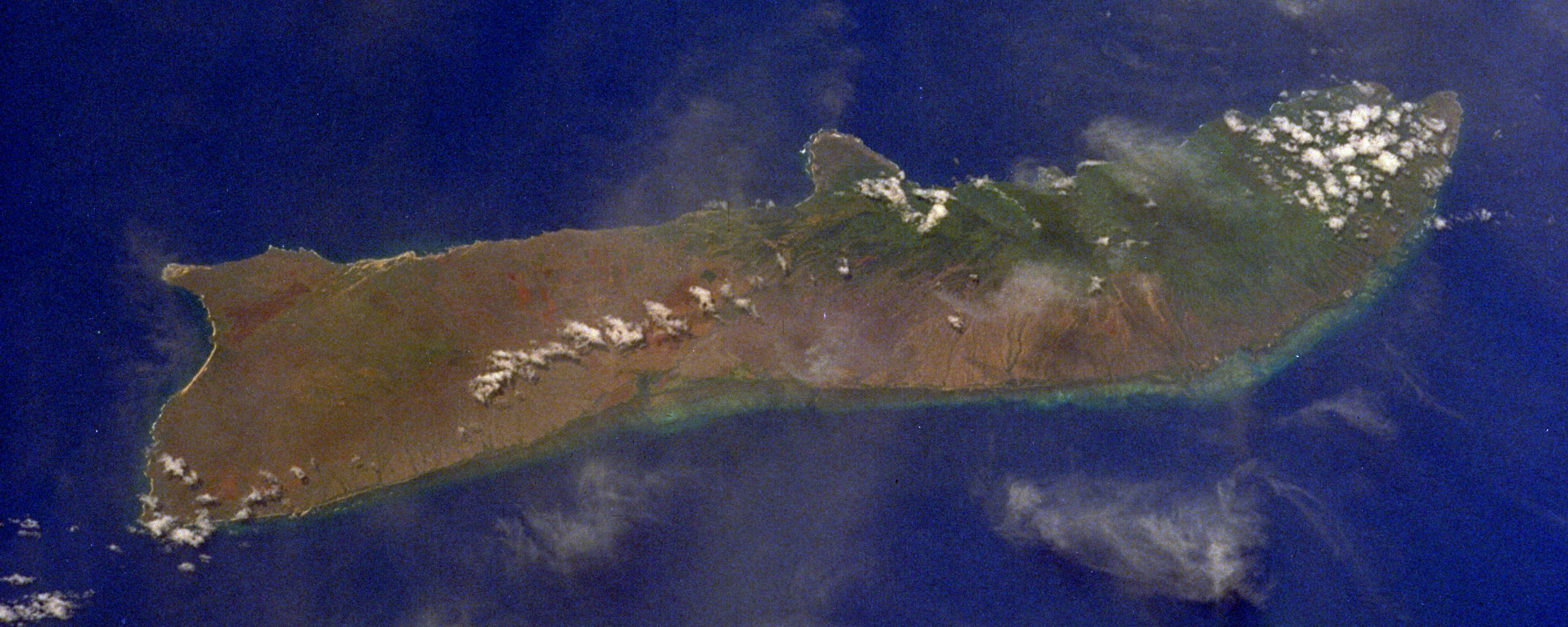
Satellietfoto

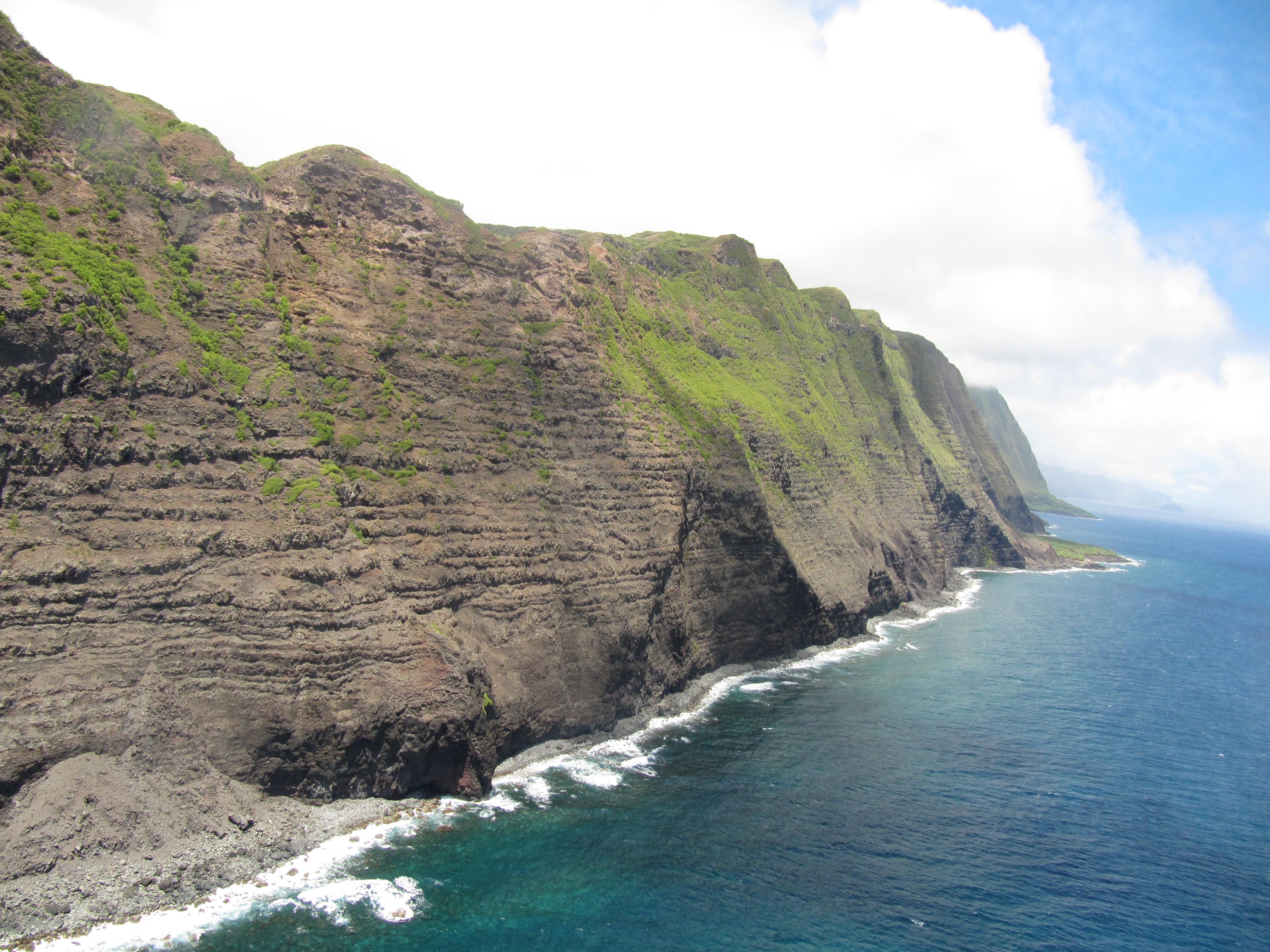
kliffen van Molokai

Molokai (Molokaʻi) is een van de eilanden van Hawaï. Het is 61 x 16 km groot met een landoppervlak
van 673,4 km². Het ligt ten oosten van Oahu, daarvan gescheiden door het 40 km brede Kaiwi Kanaal, en ten noorden van Lanai.
Molokaʻi bestaat uit twee uitgedoofde vulkanen, East Molokaʻi en de veel kleinere West Molokaʻi. Het hoogste punt is Kamakou (1512 m) op East Molokaʻi. De East Molokaʻi vulkaan is de zuidelijke helft van een eens veel grotere vulkaan (net als de Koʻolau Range op Oahu). De noordelijke helft is 1,5 miljoen jaar geleden naar de bodem van de Grote Oceaan gevallen waar het nu als een veld van puin ligt. Het overblijvende deel van de vulkaan op het eiland zijn nu de hoogste kliffen van de wereld. Deze kliffen zijn te zien in de film Jurassic Park III.
De lage westelijke helft van Molokaʻi is droog en de grond is kaal door begrazing door geiten. De oostelijke helft bestaat uit een plateau bedekt door vochtige bossen. In het noordwesten van het eiland bevindt zich de Moʻomoni Baai, in het uiterste oosten de Halawa-vallei. De Halawa baai ligt noordoostelijk van het eiland. Niet ver van de plaats Kualapuʻu bevindt zich een vliegveld.

## Leprakolonie
Het schiereiland Kalaupapa in het noorden van Molokai werd van 1865 tot 1969 gebruikt om leprapatiënten uit heel Hawaï op te vangen. De plaats was gekozen omdat het laag gelegen schiereiland van de rest van het eiland werd gescheiden door de steil oplopende kliffen. Zo konden de leprapatiënten niet 'ontsnappen'. Zij waren feitelijk gevangenen. De kolonie en daardoor ook het eiland kreeg wereldbekendheid toen Pater Damiaan zich er vestigde als jonge gezonde priester en er geldinzamelingen, kledinginzamelingen enz. hield. Hij verliet het eiland enkele malen tot hij ziek werd: hij kreeg lepra door contact met bewoners van de kolonie. Hij leefde er tot aan zijn dood in april 1889.

## Plaatsen op Molokai
- Maunaloa (in het westen)
- Kalaupapa (in het noorden, aan de zee)
- Kualapuu (in het centrum)
- Kaunakakai (in het zuiden, aan de zee)
- Pukoʻo (in het zuidoosten, aan de zee)

- Gemeinsame Normdatei: 4040012-8
- Library of Congress Control Number: sh85086620
- MusicBrainz: 070fda34-2ac3-4369-afab-eef322ba719f
- National Archives and Records Administration: 10036950
- Bibliotheek van het Japanse parlement: 01059238
- Nationale Bibliotheek van Tsjechië: ge134372
- Nationale Bibliotheek van Israël: 987007541013005171
- Virtual International Authority File: 25144647635975543962